# Aguascalientes (község)
Aguascalientes község Mexikó Aguascalientes államában, községközpontja az állam fővárosa, Aguascalientes, ahol 2010-ben kb. 722 000-en éltek, a teljes község további 588 településén még 74 760-an.

## Fekvése
A község Aguascalientes állam déli részét foglalja el. Területének legnagyobb része 1800–1900 méteres tengerszint feletti magasságban fekvő viszonylag sík terület, de főleg nyugati felén, valamint déli és északkeleti csücskeiben is már a Nyugati-Sierra Madre hegyei emelkednek. A terület elsöprő többségét szántóföldek (47,9%) és legelők (31,7%) foglalják el, kisebb erdőfoltok csak a hegyvidékeken zöldellnek. A nagyváros területe mindössze 8,6%-át teszi ki a községének.
Az éghajlat meleg, a csapadék nem sok, de különös szárazság sincs (500–600 mm eső esik évente), a csapadék egyenetlen időbeli eloszlása miatt azonban több vízfolyása csak időszakos. Legfőbb állandó folyója a San Pedro, időszakos patakjai, folyói: Salto de Montoro, Xoconoxtle, La Escondida, Río Grande, San Nicolás, Paso Hondo, Morcinique, Chicalote, San Francisco, Calvillito.

## Élővilág
A terület legnagyobb része mezőgazdasági művelés alatt van, ezért a fajgazdasgág nem nagy. A félreesőbb vidékeken azonban előfordulnak szarvasfélék, farkasok, pumák, az amerikai borz, a vörös hiúz, vaddisznók és rókák is.

## Népesség
A község lakóinak száma a közelmúltban folyamatosan növekedett, a változásokat szemlélteti az alábbi táblázat:
| Év   | Lakosság |
| ---- | -------- |
| 1990 | 506 274  |
| 1995 | 582 827  |
| 2000 | 643 419  |
| 2005 | 723 043  |
| 2010 | 797 010  |

## Települései
A községben 2010-ben 589 lakott helyet tartottak nyilván, de nagy részük igen kicsi: 274 településen 10-nél is kevesebben éltek. A jelentősebb helységek:
| Település                                         | Lakosság (2010) |
| ------------------------------------------------- | --------------- |
| Aguascalientes (községközpont)                    | 722 250         |
| Pocitos                                           | 5169            |
| Villa Licenciado Jesús Terán (Calvillito)         | 4481            |
| Norias de Ojocaliente                             | 3741            |
| Norias del Paso Hondo                             | 2539            |
| General José María Morelos y Pavón (Cañada Honda) | 2500            |
| Fraccionamiento Cartagena                         | 2496            |
| Jaltomate                                         | 2299            |
| San Antonio de Peñuelas                           | 2147            |
| Fraccionamiento San Sebastián                     | 1862            |
| Peñuelas (El Cienegal)                            | 1670            |
| El Refugio de Peñuelas                            | 1624            |
| Montoro (Mesa del Salto)                          | 1574            |
| La Loma de los Negritos                           | 1519            |
| El Salto de los Salado                            | 1436            |
| Arellano                                          | 1382            |
| San Ignacio                                       | 1360            |
| Cumbres III                                       | 1337            |
| Cotorina (Coyotes)                                | 1298            |
| Fraccionamiento Lomas del Sur                     | 1207            |
| Los Caños                                         | 1150            |
| Centro de Arriba (El Taray)                       | 1064            |